# Говорять жінки
«Жіночі розмови» (англ. Women Talking) — художній фільм режисерки Сари Поллі, заснований на однойменному романі Міріам Тоус 2018 року. У фільмі зіграла Френсіс Макдорманд.
Світова прем'єра фільму відбулася на кінофестивалі у Теллуриді 2 вересня 2022 року. Кінотеатральна прем'єра — 2 грудня 2022.

## Сюжет
Одного вечора вісім жінок-менонітів забираються на сінник, щоб провести таємні збори. Протягом останніх двох років кожна з них і більше сотні інших дівчат в ізольованій колонії неодноразово накачувалися наркотиками і ґвалтувалися ночами чоловіками з колонії, які, як їм сказали, є демонами, які прийшли покарати їх за гріхи.

## В ролях
- Френсіс Макдорманд — Скарфейс Янц
- Бен Вішоу — Август Епп
- Руні Мара — Вона Фрізен
- Клер Фой — Соломія Фрізен
- Джессі Баклі — Маріш Лоуен
- Джудіт Айві — Агата
- Шейла Маккарті — Грета
- Мішель Маклеод — Меджал
- Август Вінтер — Мелвін

## Виробництво
У грудні 2020 року стало відомо, що Френсіс Макдорманд виконає головну роль у фільмі, сценаристом та режисером якого виступить Сара Поллі. У червні 2021 року до акторського складу приєдналися Бен Уїшоу, Руні Мара, Клер Фой, Джессі Баклі, Джудіт Айві, Шейла Маккарті та Мішель Маклеод. Хільдур Гурнадоттір написала музику до фільму.
Зйомки пройшли з 19 липня по 10 вересня 2021 року в Торонто.

## Реліз
Світова прем'єра фільму відбулася на кінофестивалі в Теллуріді 2 вересня 2022. Фільм також показаний на Міжнародному кінофестивалі в Торонто 13 вересня 2022, а потім на 60-му Нью-Йоркському кінофестивалі в жовтні 2022.
В обмежений прокат фільм вийшов 2 грудня 2022, а в широкий прокат — 23 грудня 2022.

## Критика
Вже до виходу фільму в прокат англо-американські ЗМІ включили його до можливих головних подій 2022 року і вважали одним з фаворитів на " Оскар " 2023. Режисерська робота Поллі також була висунута як можлива заявка на Венеціанський кінофестиваль та Міжнародний кінофестиваль у Торонто в серпні/вересні 2022 року. Фільм отримав схвалення критиків, які високо оцінили режисуру Поллі, гру акторів, сценарій та музику, але розкритикували корекцію кольору.
На сайті Rotten Tomatoes фільм має рейтинг 89 % заснований на 170 відгуках, із середньою оцінкою 8,1 з 10.
На кінофестивалі в Торонто фільм отримав друге місце за підсумками голосування глядачів.